# Parco nazionale di Hingol
Il parco nazionale di Hingol si trova lungo le sponde del fiume omonimo, sulla costa del Makran nella provincia pakistana del Belucistan, ed è stato istituito nel 1997. La zona, tuttavia, gode di protezione speciale dal 1988. Copre una superficie totale di circa 6100 km² ed è pertanto il più grande parco nazionale del paese. Fa parte del parco anche la riserva naturale di Dhrun.

## Geografia

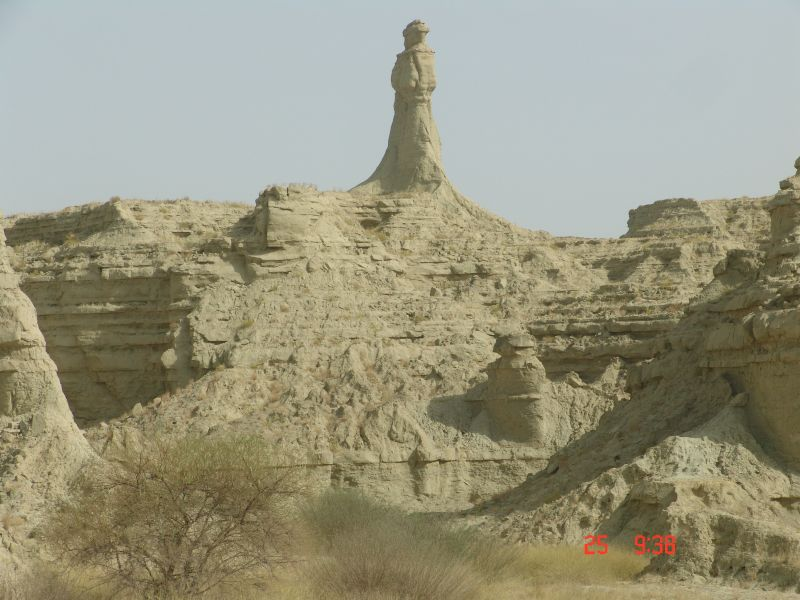
Sorprendente struttura rocciosa (Princess of Hope) nel parco.

Il paesaggio del parco è molto vario: si va dalle foreste tropicali del nord agli aridi prati di montagna a ovest. La maggior parte del parco è occupata da semi-deserti costieri. Inoltre, entro i confini del parco ricade parte dell'estuario del fiume Hingol.

## Fauna
Il parco ospita 3000 capre selvatiche, 1500 urial e oltre 1200 gazzelle indiana. Oltre a questi vivono qui anche sciacalli, volpi rosse, pipistrelli e istrici. I leopardi, seppur presenti, sono estremamente rari, mentre lupi e iene striate sono sull'orlo dell'estinzione. Nel fiume Hingol vivono ancora esemplari di coccodrillo palustre.
Tra gli uccelli ospiti abituali del parco vi sono l'ubara asiatica e il pellicano beccomacchiato.